# Житель пригорода
«Житель пригорода» (англ. The Suburbanite) — американский короткометражный комедийный фильм Уоллеса Маккатчена 1904 года, спродюсированный американской киностудией «Мутоскоп и Байограф».

## Сюжет
Фильм рассказывает о семье, которая переезжает в пригород, где всё идёт не так, как хотелось бы…